# Le best of des remixes
Le best of des remixes è un cofanetto postumo della cantante italo-francese Dalida, pubblicato il 9 ottobre 2015 da Universal Music France.
Racchiude alcuni dei brani remixati postumi più celebri di Dalida.
Al suo interno, tra gli altri, sono stati inseriti due remix del brano Paroles paroles, creati e pubblicati nel 2012 in un disco come singoli, ma che non erano ancora usciti su album.
Il cofanetto è composto da tre CD, per un totale di 50 canzoni.
Da notare che l’immagine di copertina e il carattere tipografico di questo box sono gli stessi già utilizzati per l'album Les Tubes disco de Dalida del 2010.

## Tracce

### CD 1
1. Comme si j'étais là (brano parlato creato nel 1995)
2. Paroles, paroles (versione "Sunshine remix edit radio")
3. Kalimba de Luna (versione "Collectif Métissé summer remix" 2010)
4. J'attendrai (versione "Beach tempo", remix 2001)
5. Salma ya salama (Sueño flamenco) (versione ispano-egiziana, remix 1997)
6. Là-bas dans le noir (remix creato nel 1996)
7. Laissez-moi danser (versione remix 2001)
8. Rio do Brasil (versione remix 2001)
9. Besame mucho (versione "Paris filter", remix 2001)
10. Americana (versione remix 2001)
11. Soleil (versione remix 1997)
12. Petit homme (versione remix 2001)
13. Darla dirladada (versione remix 1996)
14. Flamenco "Oriental" (remix creato nel 1998)
15. Il faut danser reggae (versione remix 1997)
16. La tumba (versione "Tumba mix", remix 1997)

### CD 2
1. L'amour qui grandit (brano parlato creato nel 1996)
2. Il venait d'avoir 18 ans (versione remix 1995)
3. Dans tes bras (versione remix 1996)
4. Ils ont changé ma chanson (versione remix 1998)
5. Ciao amore, ciao (versione remix 2001)
6. Problemorama (versione remix 1996)
7. Ci sono fiori (versione remix 2001)
8. La mamma (remix 1996)
9. Io t'amerò (versione remix 1998)
10. L'an 2005 (versione remix 1997)
11. Ti amo (versione remix 1995)
12. Les nuits sans toi (versione remix 1996)
13. À ma manière (versione remix 1996)
14. Salma ya salama (versione in francese, remix 1995)
15. Chanteur des années 80 (versione remix 1997)
16. Dans la ville endormie (versione remix 2001)
17. Mourir sur scène (versione remix 1995)

### CD 3
1. Dali'n love (brano parlato creato nel 2001)
2. Le temps des fleurs (versione remix 2001)
3. Jusqu'au bout du rêve (remix creato nel 1995)
4. Prélude (introduzione musicale, 1995)
5. Besame mucho (versione remix 1995)
6. La feria (versione remix 1998)
7. Génération Dalida (medley, remix 1995)
8. Amor amor (Amour c'est tout dire) (versione remix 1996)
9. Quand s'arrêtent les violons (versione remix 1998)
10. Salma ya salama (versione "Oriental dream", remix 1997)
11. T'es fier de toi? (remix creato nel 1998)
12. Paroles, paroles (versione "2FrenchGuys remix club", remix 2012)
13. Femme est la nuit (versione remix 1998)
14. Gigi in Paradisco (versione remix 1997)
15. Darla dirladada (versione remix 1997)
16. Le Lambeth Walk (versione remix 1995)
17. La tumba (versione "Amazonia mix", remix 1997)